# Sosnovo-Ozërskoe
Sosnovo-Ozërskoe (in russo Сосново-Озёрское?, in buriato Нарһата) è un villaggio della Russia asiatica, in Siberia Orientale. È situato nella Repubblica autonoma della Burazia e appartiene al rajon Eravninskij del quale è il centro amministrativo.
Il villaggio si trova nel nord-est della Buriazia, 282 km a sud-ovest di Ulan-Ude, sulla sponda meridionale del lago Sosnovoe, che fa parte del gruppo dei laghi Eravninskie.

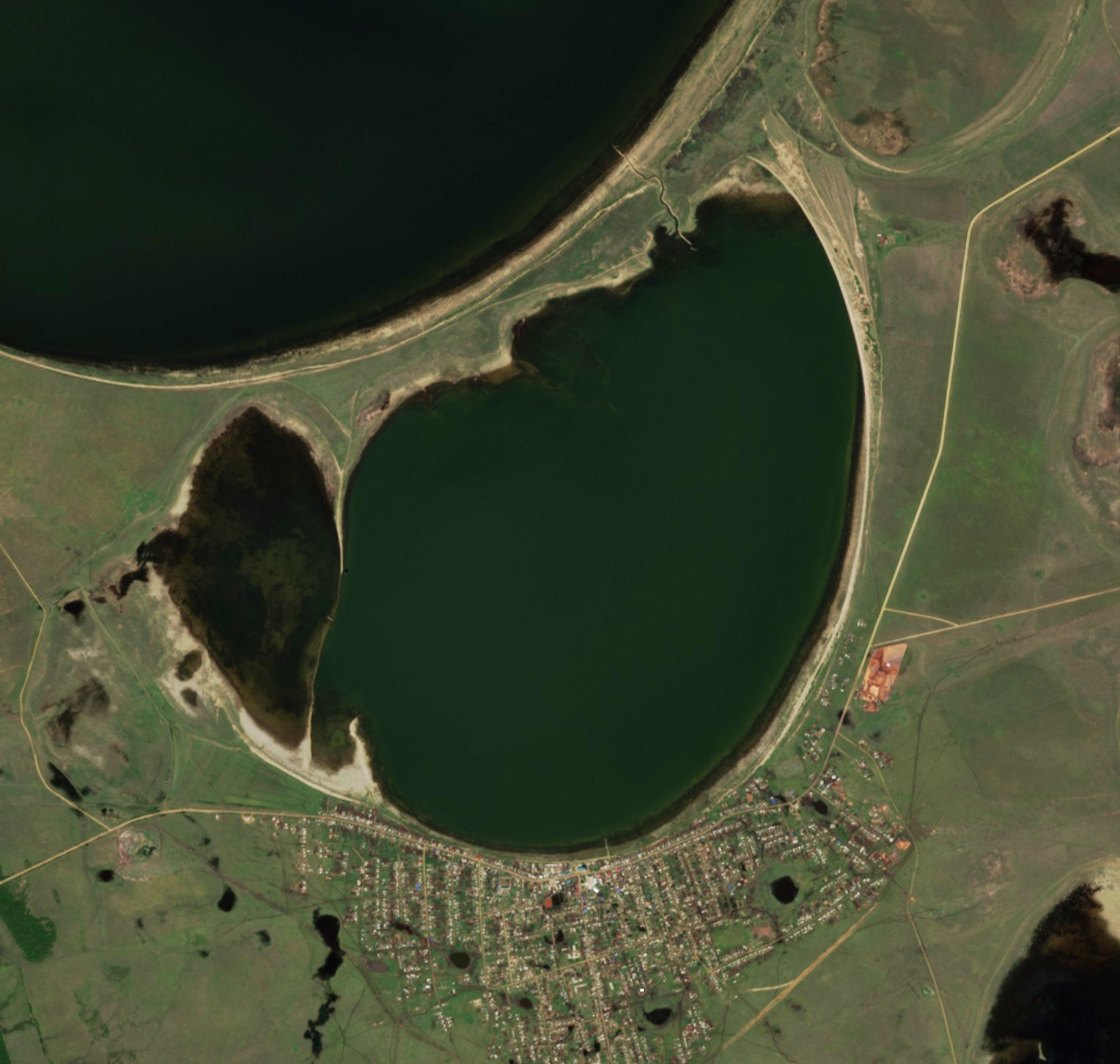
Il lago Sosnovoe con il villaggio di Sosnovo-Ozërskoe